# Viciriini
Viciriini è una tribù di ragni appartenente alla sottofamiglia Plexippinae della famiglia Salticidae dell'ordine Araneae della classe Arachnida.

## Distribuzione
I cinque generi oggi noti di questa tribù sono diffusi in Africa, Asia, Cina e Nepal.

## Tassonomia
A dicembre 2010, gli aracnologi riconoscono cinque generi appartenenti a questa tribù:
- Asaracus C. L. Koch, 1846 — America meridionale (Guyana, Brasile, Venezuela) (6 specie)
- Epeus Peckham & Peckham, 1886 —  Asia sudorientale (14 specie)
- Erasinus Simon, 1899 — Indonesia (Giava, Sumatra e Borneo) (3 specie)
- Poessa Simon, 1902 — Madagascar (1 specie)
- Viciria Thorell, 1877 —  Africa e Asia, prevalentemente in Africa occidentale e in Indonesia (38 specie)